# Hagi
Para o personagem bíblico, filho de Gade, veja a Lista de personagens bíblicos menores.
Hagi (萩市 -shi) é uma cidade japonesa localizada na província de Yamaguchi.
Em 2003, a cidade tinha uma população estimada em 45 165 habitantes e uma densidade populacional de 326,67 h/km². Tem uma área total de 138,26 km².
Recebeu o estatuto de cidade a 1 de Julho de 1932.

## Cidades-irmãs
- Ulsan, Coreia do Sul
- Kamakura, Japão